# Wurfbainia testacea
Wurfbainia testacea là một loài thực vật có hoa trong họ Gừng. Loài này được Henry Nicholas Ridley mô tả khoa học đầu tiên năm 1899 dưới danh pháp Amomum testaceum. Năm 2018 Jana Leong-Škorničková và Axel Dalberg Poulsen chuyển nó sang chi Wurfbainia.

## Phân bố
Loài này có tại Borneo, Malaysia bán đảo, Thái Lan, Trung Quốc (trung nam, đông nam), Việt Nam.

## Tên gọi
Tại Việt Nam nó được gọi là bạch đậu khấu.

## Mô tả
Thân cao khoảng 3,66 m (12 ft), hình dùi cui ở gốc, mập. Lá hình mũi mác nhọn đầu thu hẹp dần về phía đáy, dài hơn 61 cm (2 ft) và rộng 10 cm (4 inch), nhẵn nhụi; lưỡi bẹ rất ngắn. Cụm hoa hình bông, một vài bông, hình trụ hoặc hình thoi dài 7,6-10 cm (3-4 inch) trên các cuống dài 15 cm (6 inch) được bao phủ trong các bẹ màu xanh lục. Lá bắc có sọc, dạng giấy, màu nâu nhạt, thuôn dài, gần nhọn, dài 4 cm (1,5 inch), rộng 1,3 cm (0,5 inch) có lông tơ mịn như luạ. Lá bắc con hình ống màu nâu vàng, 2 thùy, dài 1,3 cm (0,5 inch). Đài hoa màu nâu vàng, 3 thùy, các thùy thuôn tròn, mịn như luạ. Ống tràng hoa dài hơn một chút, các thùy thuôn dài thẳng, màu trắng, tù, dài 1,3 cm (0,5 inch). Môi hình thìa, nguyên, dài hơn cánh hoa một chút, màu trắng, đỉnh màu vàng, có một vạch carm ngắn ở đáy ở mỗi bên, thanh trung tâm dày lên. Nhị lép thuôn dài, cắt cụt, màu vàng da bò. Chỉ nhị rộng, rộng hơn bao phấn, bao phấn ngắn, dày và các góc trên vuông tạo hình tù thuôn dài, mào nguyên, thuôn dài, tù, uốn ngược. Vòi nhụy dày lên phía trên bao phấn. Đầu nhụy rất lớn, thuôn dài, to hơn nhiều so với mào, bầu nhụy mịn như lụa. Selangor, hang động Kwala Lumpur (8173) Pulau Tioman. Một loại cây xỉn màu với các lá bắc màu nâu vàng nhạt và hoa màu trắng không rõ nét. Ra hoa tháng 12.